# Arabis engleriana
Arabis engleriana là một loài thực vật có hoa trong họ Cải. Loài này được Muschl. mô tả khoa học đầu tiên năm 1907.